# São Carlos (Santa Catarina)
Pour les articles homonymes, voir São Carlos (homonymie).
São Carlos est une ville brésilienne située dans la mésorégion Ouest de Santa Catarina, dans l'État de Santa Catarina.

## Géographie
São Carlos se situe par une latitude de 27° 04′ 39″ sud et par une longitude de 53° 00′ 14″ ouest, à une altitude de 264 mètres.
Sa population était de 10 284 habitants au recensement de 2010. La municipalité s'étend sur 159 km2.
Elle fait partie de la microrégion de Chapecó, dans la mésorégion Ouest de Santa Catarina.

## Administration
La municipalité est constituée d'un seul district, siège du pouvoir municipal.

## Villes voisines
São Carlos est voisine des municipalités (municípios) suivantes :
- Águas de Chapecó
- Alpestre dans l'État du Rio Grande do Sul
- Cunhataí
- Palmitos
- Saudades